# Tectaria amblyotis
Tectaria amblyotis är en ormbunkeart som först beskrevs av Bak., och fick sitt nu gällande namn av Carl Frederik Albert Christensen. Tectaria amblyotis ingår i släktet Tectaria och familjen Tectariaceae. Inga underarter finns listade.